# La Florida, Santa Cruz Xoxocotlán
La Florida är en ort i Mexiko.   Den ligger i kommunen Santa Cruz Xoxocotlán och delstaten Oaxaca, i den sydöstra delen av landet, 400 km sydost om huvudstaden Mexico City. La Florida ligger 1 585 meter över havet och antalet invånare är 165.
Terrängen runt La Florida är kuperad norrut, men söderut är den platt. Terrängen runt La Florida sluttar österut. Runt La Florida är det tätbefolkat, med 570 invånare per kvadratkilometer. Närmaste större samhälle är Oaxaca de Juárez, 7,5 km nordost om La Florida. I omgivningarna runt La Florida växer huvudsakligen savannskog.